# Role Models
Role Models (bra: Faça o Que Eu Digo, Não Faça o Que Eu Faço; prt: Modelos Nada Correctos) é um filme de comédia estadunidense de 2008 dirigido por David Wain cerca de dois vendedores de bebidas energéticas que são ordenados a realizar 150 horas de serviços comunitários como punição por vários delitos. Para o seu serviço, os dois homens trabalham em um programa projetado para emparelhar as crianças com modelos adultos. O filme é estrelado por Seann William Scott, Paul Rudd, Christopher Mintz-Plasse, Bobb'e J. Thompson, Jane Lynch, Elizabeth Banks e Ken Jeong.

## Enredo
O filme conta a história de Danny (Paul Rudd) e Wheeler (Seann William Scott) que são sentenciados a 150 horas de serviços comunitários (programa mãos amigas) por causarem um acidente, sendo obrigados a agir com maturidade e cuidar de duas crianças: Augie Farks (Christopher Mintz-Plasse) e Ronnie Shields (Bobb'e J. Thompson) e as 150 horas se tornam um inferno com as "ações eróticas" de Wheeler e Ronnie, o mau humor de Danny e as fantasias mágicas de Augie. Com o filme inteiro a dona de mãos amigas Gayle Sweeny (Jane Lynch) repreendendo os atos de Danny e Wheeler após um incidente em uma festa e em uma "batalha" os dois "desempregados" são expulsos de mãos amigas. Com a ex namorada de Danny e advogada deles Beth (Elizabeth Banks) sempre tentando ajudar na conquista do céu. Mas como a história não pode acabar por causa de uma briga com seus pequenos, eles reconquistam as duas "crianças" dando muito humor ao final deste filme muito divertido e surpreendente.

## Elenco
- Paul Rudd como Danny Donahue
- Seann William Scott como Anson Wheeler
- Elizabeth Banks como Beth Jones
- Christopher Mintz-Plasse como Augie Farques
- Bobb'e J. Thompson como Ronnie Shields
- Jane Lynch como Gayle Sweeney
- Ken Jeong como King Argotron
- Kerri Kenney-Silver como Lynette Farcques (mãe de Augie)
- Ken Marino como Jim Stansel (padrasto de Augie)
- Nicole Randall Johnson como Karen Shields (mãe de Ronnie)
- A.D. Miles como Martin Gary
- Joe Lo Truglio como Michael Kuzzik
- Vincent Martella como Artonius Kuzzik
- Matt Walsh como Davith of Glencracken
- Alexandra "Allie" Stamler como Sarah/Queen Esplen
- Jessica Morris como Linda the Teacher
- Carly Craig como Connie
- Keegan-Michael Key como Duane
- Amanda Righetti como Isabel
- Jorma Taccone como Mitch from Graphics
- Armen Weitzman como Party Dude
- Elijah Polanco como amigo de Ronnie
- Nate Hartley como Rule Master

## Produção
O filme foi originalmente anunciado em dezembro de 2006 sob o título Big Brothers, com Luke Greenfield na direção e Timothy Dowling escrevendo o roteiro. A 22 de janeiro de 2007, rascunho do roteiro credita Moisés Porto e David Guarascio como escritores, com nenhuma lista de Dowling. Durante a promoção do filme Knocked Up, Paul Rudd revelou que filmagem de Big Brothers estava em hiato enquanto o script estava sendo refeito. Notícias mais tarde foi revelado que Rudd foi contratado para escrever um novo projeto de roteiro e David Wain tinha assinado contrato para dirigir. Wain mais tarde revelou que o filme foi agora intitulado Little Big Men. UniversalPictures.com listou o filme sob o título final Role Models, o que fez seu lançamento em 7 de novembro de 2008. Ele foi pré-selecionado na Hoff Theater na Universidade de Maryland em 30 de outubro de 2008 para acordo positivo.
A piada clichê no filme é uma canção intitulada "Love Take Me Down (to the Streets)", que é reivindicada por um personagem para a banda Wings. Na cena inicial na construção de Sturdy Wings, Martin começa a cantar a música, que ele afirma ser "um de seus hits dos anos 70", um fato que Danny nega. Isso é uma piada recorrente menor ao longo do filme. Durante os créditos, a música toca e está listada na trilha sonora do filme como sendo executado por "Not Wings". A canção foi escrita por Charles Gansa, um compositor que trabalhou no filme, e A. D. Miles, que interpreta Martin no filme. Ele foi escrito para imitar o estilo da música da banda Wings. Quem cantou a música era Joey Curatolo, que imita Paul McCartney e que realiza tributo aos Beatles com a banda RAIN – A Tribute to The Beatles.

## Lançamento

### Desempenho nas bilheterias
| Filme       | Data de lançamento | Receitas de bilheteira | Receitas de bilheteira | Receitas de bilheteira | Ranking de bilheteria              | Ranking de bilheteria           | Bilheteria  | Referência |
| Filme       | Estados Unidos     | Estados Unidos         | International          | Em todo o mundo        | Todos os tempos nos Estados Unidos | Todos os tempos em todo o mundo | Bilheteria  | Referência |
| ----------- | ------------------ | ---------------------- | ---------------------- | ---------------------- | ---------------------------------- | ------------------------------- | ----------- | ---------- |
| Role Models | Novembro de 2008   | $67,294,270            | $25,086,657            | $92,380,927            | #839                               | Desconhecido                    | $28,000,000 | [ 12 ]     |

Role Models abriu em #2 atrás de Madagascar: Escape 2 Africa com $19,167,085 dólares em vendas de ingressos. O filme fez um total de $67,300,955 domesticamente e $25,201,210 em países estrangeiros, para um total de $92,502,165 em todo o mundo.

### Resposta da crítica
| Filme       | Rotten Tomatoes    | Metacritic           | Entertainment Weekly |
| ----------- | ------------------ | -------------------- | -------------------- |
| Role Models | 77% (154 revisões) | 60/100 (31 revisões) | B+                   |

Comentários sobre o filme foram geralmente positivas com a comédia recebendo uma classificação de "certificado fresco" de 76% positivo baseado em 115 comentários em Rotten Tomatoes Em sua revisão final do ano, IGN premiado Role Models com "Melhor Filme de Comédia de 2008". Eye Weekly selecionou Role Models como um dos melhores filmes de 2008.
O consenso Rotten Tomatoes disse: "Role Models é uma comédia com frequência bruta, sempre engraçado com o elenco proporcionando um trabalho sólido por toda parte".

### Home media
O DVD foi lançado em 10 de março de 2009 a venda de 1,028,207 em sua primeira semana gerando $17,469,237 em receitas. De 10 de agosto de 2011, o DVD já vendeu 2,555,713 cópias e mais de US$40 milhões em receita.
O DVD inclui:
- Comentários em áudio do diretor Wain - versão cinema
- Cenas deletadas e cenas alternativas
- 4 bônus
- Erros da produção

O Blu-ray apresenta todas os bônus de DVD com U-Control e BD Live Features.